# Lettau Peak
Lettau Peak är en bergstopp i Antarktis. Den ligger i Östantarktis. Nya Zeeland gör anspråk på området. Toppen på Lettau Peak är 2 455 meter över havet, eller 549 meter över den omgivande terrängen. Bredden vid basen är 6,9 km.
Terrängen runt Lettau Peak är bergig åt nordost, men åt sydväst är den kuperad. Trakten är obefolkad. Det finns inga samhällen i närheten.